# دون فريدمان (ملحن)
دون فريدمان (بالإنجليزية: Don Friedman)‏ هو تربوي وملحن وعازف بيانو أمريكي، ولد في 4 مايو 1935 في سان فرانسيسكو في الولايات المتحدة، وتوفي في 30 يونيو 2016 في ذا برونكس في الولايات المتحدة.

## وصلات خارجية
- الموقع الرسمي
- دون فريدمان على موقع ميوزك برينز (الإنجليزية)
- دون فريدمان على موقع أول ميوزيك (الإنجليزية)
- دون فريدمان على موقع ديسكوغز (الإنجليزية)